# Lista polskich herbów szlacheckich
Znajdziesz tu listę herbów szlacheckich. Jeśli poszukujesz informacji ogólnych o herbach, zobacz artykuł: herb szlachecki.

## A
- Abdank
- Abdank II
- Abgarowicz
- Abrahamowicz
- Abrahamowicz II
- Abrahimowicz
- Abramowicz
- Abstagen
- Achinger
- Achinger II
- Achinger III
- Achmat
- Achmetowicz
- Adamowicz
- Adamowicz II
- Adamowicz III
- Adamowicz IV
- Adeling
- Aderkas
- Adler
- Agryppa
- Ajsicz
- Aksak
- Aksak II
- Aksak III
- Alabanda
- Alabis
- Alant
- Albecki
- Albedyl
- Albergatti
- Albertrandi
- Albijewicz
- Albiński
- Albrich
- Alchimowicz
- Alejewicz
- Aleksander Pan
- Aleksandrowicz
- Aleksandrowicz II
- Aleksandrowicz III
- Alemani
- Alkiewicz
- Allan
- Alopeus
- Aloy
- Altexwange
- Amadej
- Amandi
- Amboten
- Ambros
- Ambrożewicz
- Amirowicz
- Ancuta
- Anderson
- Andrault de Buy
- Andrejowicz
- Andronowski
- Androszewski
- Andruski
- Andruszkiewicz
- Andrychewicz
- Andrychowicz
- Andrzejewicz
- Andrzejewski
- Andrzejkowicz
- Andrzejowski
- Andrzejowski II
- Anhalt-Köthen
- Ankwicz
- Ankwicz
- Anrep
- Antici
- Antoniewicz
- Anzelieri
- Apraksin
- Araż
- Arcemberski
- Arcemberski II[1]
- Arcopaeus
- Arłamowski
- Arnold
- Arquien de la Grange
- Arsłan
- Arszeniewski[2]
- Arumowicz
- Asch
- Assanczuk
- Assanowicz
- Aster
- Attinencjusz
- Auer[3]
- Augustynowicz
- Aulok
- Aurszwald
- Aweyde
- Awstacz
- Axt
- Azulewicz

## B
- Babel
- Babiński
- Bacciarelli
- Baczewski
- Baczyński
- Badeni
- Baecker
- Bagiński
- Bagniewski
- Bajbuza
- Bajer
- Bajerski
- Baka
- Bakałowicz
- Balcerowicz
- Baliats
- Baluze
- Bałaban
- Bałga
- Bałła
- Bandemer
- Bandinelli
- Bańkowski
- Bar
- Barana Rogi
- Baranowicz
- Baranowski
- Barberiusz
- Barczeski
- Barczewski
- Bardach
- Bardeleben
- Bargański
- Bartkowski
- Bartoloni
- Bartsch
- Bartsch II
- Bartsch III
- Bartynowski
- Baruth
- Barwik
- Barwiński
- Baryczka
- Barzta
- Bastian
- Bastion
- Batowski
- Baudouin de Courtenay
- Baum
- Baum
- Baumgart
- Baumgarten
- Bawola
- Baworowski
- Baworowski
- Bawół
- Bawół II
- Bazarewicz
- Bazarowicz
- Bazylewicz
- Bazylik
- Bażeński
- Bażeński II
- Bażeński III
- Bąkowski
- Bebrykowicz
- Becker
- Becz
- Becze
- Beczka
- Bedlewicz
- Bedlewicz II
- Beduta
- Behem
- Behem II
- Bejnart
- Bejnart II
- Bejnart III
- Bekaw
- Beke
- Bekesz
- Bekiesz
- Bekler
- Belgram
- Belina
- Bełdowski
- Bełty
- Bełty II
- Bełza
- Benisz
- Benkin
- Bensa
- Ber
- Berens
- Bereśniewicz
- Berg
- Berg II
- Bergman
- Bergonzoni
- Berkler
- Berkowicz
- Bernatowicz
- Bernatowicz II
- Bernatowicz III
- Bernatowicz-Gieysztoff
- Berneaux de Picardi
- Bernefour
- Bernhard
- Bernowicz
- Bernsdorf
- Bersin
- Berszten
- Berszten II
- Bertrand de Dombales
- Berżewicz
- Bes
- Betman
- Beyzym
- Bezpalij
- Beztrwogi
- Będkowski
- Będziński
- Biała
- Białachowski
- Białęga
- Białobłocki
- Białobłocki II
- Białogłowski
- Białokurowicz
- Białopiór
- Białoskórski
- Białoskrzydł
- Białostocki
- Białozór
- Białucki
- Biały Zawój
- Białynia
- Bianki
- Biberstein
- Biderman
- Biegaczewicz
- Biel
- Bielak
- Bielański
- Bielawa
- Bielawski
- Bielikowicz
- Bieliny
- Bieliński
- Bieliński II
- Bieliński III
- Bielski
- Bielski
- Bielski II
- Biełosielski-Biełozierski
- Bienicki
- Bieniewiec
- Bieńkowski
- Bieńkuński
- Biją w Łeb
- Biliński
- Biłostocki
- Birkut
- Birula
- Biskupiec
- Biszpink
- Biwojno
- Blacha
- Blank
- Blankensztein
- Bloch
- Block
- Blomberg
- Blum
- Blumstein
- Błażowski
- Błeszczyński
- Błeszyński
- Błyszczanowicz
- Bniński
- Boberfeld
- Bobiński-Dekaloga
- Bobowski
- Bobrowski
- Bochdanowicz
- Bochen
- Bochen II
- Bocheński
- Bocheński II
- Bociarski
- Bock
- Bock II
- Bodek
- Bodziec
- Bodziec II
- Boessner
- Boetticher
- Bogaty
- Bogdan
- Bogdanowicz
- Bogorajski
- Bogoria
- Bogoria II
- Boguchwał
- Bogusz
- Bohdanowicz
- Bohusz
- Bojan
- Bojarski
- Bojcza
- Bojomir
- Bokij
- Bokum
- Bolesławski
- Bolesławski II
- Bolewski
- Boll
- Bollo
- Bolszewski
- Bombek
- Bombek II
- Bonarowa
- Bonelli
- Boner
- Bonin
- Bonin II
- Bontani
- Bontemps
- Bończa
- Bończa II
- Bończa III
- Borawski
- Borch II
- Borch III
- Borck
- Borek
- Borek
- Borek II
- Borek III
- Borek IV
- Boretti
- Boreyko
- Borkiewicz
- Borkowski
- Borkowski II
- Borkowski III
- Borkowski-Dunin
- Bormann
- Borna
- Borna II
- Borna III
- Borowiec
- Borowski
- Borowski
- Borowski II
- Borski
- Borski II
- Borski III
- Borsnicz
- Boryszowe
- Borzestowski
- Borzyszkowski
- Borzyszkowski III
- Borzyszkowski IV
- Bosak
- Bożawola
- Bożezdarz
- Bożydar
- Bóbr
- Bóbr II
- Brama
- Brandys
- Branicki
- Brant
- Brant II
- Braunek
- Bremer
- Breuer
- Breza
- Brochwicz
- Brochwicz II[4]
- Brochwicz III
- Brochwicz IV[5]
- Brodzic
- Brodzic II
- Bronic
- Bronisław
- Bronk
- Brudne Misy
- Brunszwicki
- Bruthi
- Brychta
- Brychta II
- Brzeziński[6]
- Brzeziński II
- Brzeziński III
- Brzeziński IV
- Brzeziński V
- Brzeźnicki
- Brzeżański
- Brzeżecki
- Brzeżewski
- Brzozy
- Brzuchański
- Bucella
- Buchwaldt
- Bugnerowicz
- Bukowczyk
- Bukowski
- Burbach
- Burchard-Bélaváry
- Buttler
- Buttler II
- Bybel
- Bychawa
- Bychowski
- Bydant
- Byliński
- Bystrzonowski

## C
- Carducci
- Carmignano
- Casafranca
- Casanova
- Celejów
- Cetis
- Cetnar
- Cetner
- Chai
- Chalecki
- Chamier
- Chamier II
- Chamier III
- Chamier IV
- Charczowski
- Charis
- Charyton
- Chaudoir
- Chełmowski
- Chitry
- Chlibkiewicz
- Chlibkiewicz II
- Chludziński
- Chłędowski-Pfaffenhoffen
- Chłusowicz
- Chłusowicz II
- Chmieliński
- Chocimirski
- Chodkiewicz
- Cholewa
- Chołoniewski
- Chomąto
- Choryński
- Chośnicki
- Chośnicki III
- Chromy
- Chroniewski
- Chróścieski
- Chrynicki
- Chunowski
- Chyliński
- Chynowski
- Ciborski
- Cichiński
- Ciechanowiecki
- Cielątkowa
- Cielepała
- Cieleski
- Ciemiński III
- Cieńcewicz
- Cieszyca
- Cietrzew
- Cietrzew II
- Ciężosił
- Cimerman
- Ciołek
- Ciołek II
- Ciołek III
- Ciołek IV
- Cios
- Cisewski
- Cisewski III
- Cisiewski
- Clodt
- Cyngiel
- Cypser
- Czapiewski
- Czapiewski II
- Czapiewski III
- Czapliński[7]
- Czapliński II
- Czapski
- Czarliński
- Czarliński III
- Czarnicki
- Czarnowron
- Czarnowski
- Czarnowski III
- Czartoryski
- Czartoryski II
- Czarzyna
- Czechowicz
- Czeki
- Czerniecki
- Czetwertyński
- Czewoja
- Czewoja II
- Czirson
- Czirson II
- Czudnochowski
- Czyszyński
- Czyż

## D
- Dalibór
- Damerkow
- Dangel
- Dangiel
- Dangiel II
- Daniel
- Danowicz
- Dantyszek
- Dargolewski
- Darguż
- Daszkiewicz
- Dąb
- Dąb II
- Dąbrowa
- Dąbrowo-Korab
- Dąbrowski
- Dąbrowski II
- Dąbrowski III[8]
- Dąbrowski IV
- Dąbrówka
- De Laurans
- De Laveau
- Deboli
- Deciusz
- Dembiński
- Demiński
- Demryc
- Denhoff
- Denhoff II[9]
- Denhoff III
- Deskur
- Deszpot
- Dębicki
- Dębnik
- Dębno
- Dęboróg
- Dęboróg II
- Dolaczko
- Doliniański
- Doliwa
- Dolski
- Dowgiałło
- Dołęga
- Dołęga II
- Domaros
- Donimirski
- Doręgowski
- Dorpowski
- Dorzyn
- Dote
- Downarowicz
- Drogomir
- Drogosław
- Drohojowski
- Druck
- Drucki-Sokoliński
- Drużyłowski
- Drużyna
- Dryja
- Drzewica
- Dubieński
- Dubrowski
- Dudicz
- Dulski
- Dułak
- Dułak II
- Dułak III
- Dułak IV
- Dyakowski
- Dybowski
- Działosza
- Dzianott
- Dziboni
- Dzieduszycki
- Dziejosław
- Dzięcielski
- Dziuli

## E
- Eberc
- Eberhard
- Ebert
- Einberger
- Ejgird
- Engestrem
- Erbs
- Erkinian
- Essen
- Estken
- Etmajer

## F
- Fajerhak
- Falck
- Fanellis
- Farensbach
- Fargow
- Felden
- Felsztyński
- Ferber
- Ferdinando
- Fernberg
- Figenau
- Fincke
- Fisz
- Fiszer[9]
- Fiszer II[10]
- Fiszer III
- Fleming
- Fogelveder
- Fontana
- Frangebarg
- Frantzius
- Fredro
- Frejberg
- Frenkel
- Frentzel
- Freyhold
- Freznel
- Frycz
- Frydhuber
- Fryze
- Fuchs
- Fuengirola

## G
- Gaier
- Ganske
- Garczyński
- Garczyński II
- Garczyński III
- Gardani
- Gącz
- Gąska
- Genderych
- Geometer
- Geszaw
- Giedrojć
- Giejsz
- Giełgud
- Gierałt
- Gierlach
- Ginwiłł
- Girk
- Giza
- Glaubicz
- Gliński
- Gliński II
- Gliński III
- Gliszczyński
- Gliszczyński II[11]
- Gliszczyński III
- Gliszczyński IV
- Gliszczyński V
- Gliszczyński VII
- Główczewski
- Główczewski II
- Główczewski III
- Głuchowski
- Gnieszawa
- Gniewiewski
- Gockowski
- Goddentow
- Godula
- Goduszewski
- Godziemba
- Golejewski
- Gołuchowski
- Goncz
- Goniębicki
- Gorawin
- Gorłowski
- Gorzeński
- Gostkowski
- Gostkowski II
- Gostomski
- Gostomski II
- Gostomski III
- Gozdawa
- Gozdawa II
- Górka
- Graban
- Grabie
- Grabowiec
- Grabowski[12]
- Grabowski II[13]
- Grabowski III[14]
- Grabowski IV
- Grabowski VI
- Grabowski VIII
- Grabowski IX
- Grabowski X[15]
- Graff
- Gran
- Grąbkowski
- Grela
- Grela II
- Gretz
- Grocholski
- Grodzicki
- Gromadzki
- Grothus
- Groty
- Gródek
- Gruba II
- Gruchała
- Grunwalth
- Gruszczyński
- Gryf
- Gryzima
- Grzębski
- Grzymała
- Gut
- Gut II
- Gutak
- Guteter
- Guttry
- Gwagnin
- Gwiazda
- Gwiazdowski
- Gwiazdy
- Gwiaździcz
- Gyss

## H
- Hadziewicz
- Hagenau
- Hahn
- Haller
- Haubicki
- Hejdel
- Hejdenstein
- Hejking
- Hełm
- Hening
- Hening II[16]
- Herburt
- Herenszwand
- Herkulea
- Herman
- Herner
- Hilburg
- Hilchen
- Hilzen
- Hippocentaurus
- Hłuszanin
- Hodyc
- Hofner
- Holczynowski
- Holfeld
- Holszański
- Hołobok
- Hołowiński
- Hołownia[17]
- Hołownia II
- Hoppe
- Hornowski
- Horoch Baron
- Hozyusz
- Hryniewiecki
- Hulewicz
- Humnicki
- Husarzewski
- Husarzewski II
- Hutor
- Hutten-Czapski
- Huzing
- Hybener

## I
- Igelstrem
- Ilmanowski
- Iwanowski
- Izabeliusz

## J
- Jabłonowski
- Jabłonowski II
- Jacyna
- Jadunka
- Jagnię
- Jakimowicz
- Jakobson
- Jakubowski
- Jakubowski II
- Jakubowski III
- Jakubowski IV
- Janczewski
- Janicz
- Janina
- Janina II
- Janowski
- Janowski II
- Janowski III
- Janta
- Janta II
- Jara (herb szlachecki)
- Jark
- Jarosław
- Jasieńczyk
- Jaskolecki
- Jastrzębiec
- Jastrzębiec IV
- Jaślin
- Jaworski
- Jaworski II
- Jelce
- Jelce II
- Jeleń
- Jeleń II
- Jelita
- Jelita II[18]
- Jelita III
- Jełowicki
- Jerlicz
- Jerzysław
- Jeski II
- Jezierski
- Jezierza
- Jeziora
- Jeż
- Jeżewski
- Jodłowski
- Juchnowski
- Judycki
- Junosza
- Junosza II[19]
- Junosza III
- Junosza IV[20]
- Junosza V[21]
- Junosza VI[22]
- Juńczyk
- Jurgielewski
- Jurgiewicz
- Jurgiewicz
- Justimonti
- Jutrzenka
- Jutrzenka II
- Juźwikiewicz

## K
- Kalinowa
- Kalinowski
- Kalwaria
- Kałmucki
- Kamecki
- Kandor
- Kaniewski
- Kantakuzen
- Karalio
- Karczewski
- Karęga
- Karnicki
- Karnicki II
- Karnicki III
- Karnicki IV
- Karozi
- Karp
- Karśnicki
- Karwowski
- Kątny
- Kczewski
- Kemlada
- Kęczewski
- Kęszycki
- Kętrzyński
- Kętrzyński III
- Kiciński
- Kiedrowski
- Kiedrowski II
- Kiedrowski III
- Kierdeja
- Kierło
- Kietlicz
- Kistowski
- Kita
- Kiwalski
- Kizynek
- Kizynek II
- Klamry
- Kleist
- Kleszczyński
- Kliczkowski
- Kliński
- Kłanicki
- Kłączyński
- Kłopotek
- Kłośnik
- Kojen
- Kolczyk
- Kolenda
- Kolkowski
- Kolkowski II
- Komar
- Komarnicki
- Komorowski
- Komorowski II[23]
- Komorowski III
- Komorowski IV
- Konarski
- Konarzewski
- Konderski
- Kondratowicz
- Koniecki
- Koniecpolski
- Königslow
- Konopka
- Kopaszyna
- Kopeć
- Korab
- Korab II
- Korczak
- Korczak II
- Korczak III[24]
- Korczak IV[24]
- Korczak V
- Korczak VI[24]
- Korczak VII
- Korczak VIII[24]
- Korczak IX[24]
- Korczyk
- Kordysz
- Kornic
- Korona
- Korth
- Korwin
- Koryatowicz-Kurcewicz
- Korybut
- Korytowski
- Koryzna
- Korzbok
- Korzun
- Kos
- Kos II
- Kos III
- Kosarzewski
- Kosiński
- Kosmas
- Kospot
- Kostka
- Kostrowiec
- Kosy
- Kościesza
- Kościesza Kuszaba
- Kot Morski
- Kotwica
- Kotwicz
- Kowalk
- Kownia
- Kownia II
- Koziczkowski
- Koziebrodzki
- Koziński
- Koziński II
- Koźlakowski
- Krakau
- Krakowczyk
- Krasicki
- Krasiński
- Krasiński II
- Krasnodębski
- Kremer
- Kręcki
- Kręski
- Krociusz
- Kroje
- Kroje II[25]
- Kroje III
- Krokowski
- Krokowski II[26]
- Krokowski III[27]
- Krokowski IV
- Krokowski V
- Krokowski VI
- Kromer
- Kronwald
- Kropacz
- Krosnowski
- Kroszyński
- Królikowski
- Krucina
- Krucini
- Krukowiecki
- Krukowski
- Krumes
- Krupka
- Krutta
- Kruze
- Kruzer
- Krybelli
- Krydener
- Kryg
- Krygel
- Kryger
- Krygshaber
- Krygsztejn
- Kryszpin
- Kryweczki
- Krzanowski
- Krzeczunowicz
- Krzepicki
- Krzyczewski
- Krzywda
- Krzyżostrzał
- Księżyc
- Kubala
- Kubin
- Kublicki
- Kuczera
- Kuczkowski
- Kuczkowski
- Kujawa
- Kujk
- Kukowski
- Kuksz
- Kulikowski
- Kulpiński
- Kułak
- Kummer
- Kuna
- Kunowski
- Kur
- Kur II
- Kurcyusz[28][29]
- Kurcz
- Kuropatnicki
- Kurowski
- Kuszaba
- Kwilecki

## L
- Labor
- Labun
- Lachnicki
- Lamar
- Lanckoroński
- Larysza
- Laski
- Lausson
- Ledóchowski
- Leliwa
- Leliwa II
- Leliwa III
- Leliwa IV
- Leliwa V
- Leliwa VI
- Lenkiewicz
- Lerchenfeld
- Lesieniewicz
- Leszczyc
- Leszczyński
- Lew
- Lew II
- Lew III
- Lew IV[30]
- Lew V
- Lew VI
- Lew VII[31]
- Lew VIII[32]
- Lew IX[33]
- Lew z Laurami[34]
- Lew z Tarczą
- Lew Złoty[35]
- Lewald
- Lewalt
- Lewalt II[36]
- Lewandowski[37]
- Lewanidow[38]
- Lewart
- Lewart II[39]
- Lewart III[36]
- Lewartowski
- Lewicki
- Lewicki II[40]
- Lewicki III[41]
- Lewiecki[42]
- Lewiński[43]
- Lewiński II[44]
- Lewiński III[45]
- Lewiński IV
- Lewiński V
- Lewkowicz[46]
- Lica
- Lichtfus
- Liczbiński
- Limont
- Limożeńczyk
- Linda
- Linde
- Lindenowski
- Lingenau
- Liniewski
- Lipiński
- Lipiński II
- Lipiński III
- Lipiński IV
- Lipiński V
- Lipiński VI
- Lis
- Lisewski
- Litewski
- Lizander
- Lniski
- Lostin
- Luberadzki[47]
- Lubiatowski
- Lubicz
- Lubiczobra
- Lubieniecki
- Lubocki
- Lubomirski
- Lubowla
- Lutomski
- Luziański

## Ł
- Łabędzik
- Łabędziogrot
- Łabędź
- Łada
- Łagoda
- Łasko
- Łącki[48]
- Łącki II
- Łączyński
- Łączyński II
- Łebiński
- Łebiński II
- Łętowski
- Łętowski III[49]
- Łętowski IV
- Łodzia
- Łopot
- Łosiatyński
- Łosień
- Łosowicz
- Łoś
- Łubieński
- Łuk
- Łuk i trzy strzały
- Łukocz
- Łukomski
- Łyszczyński
- Łyśniewski

## M
- Macewicz
- Macewicz II
- Mach
- Mach II
- Mach III
- Machna
- Madan de Magura
- Małachowski
- Małszycki
- Mandywel
- Manikowski
- Manteuffel
- Marassé
- Marchesini
- Maricius
- Mark
- Masalski
- Masalski II[50]
- Masalski III
- Masalki IV[51]
- Masalski V[52]
- Masalski VI[51]
- Maszalski
- Materna
- Matijewicz
- Mazurkowicz
- Mądrostki
- Mądry
- Mąkierski
- Meck
- Mejna
- Męciński
- Męk
- Miączyński
- Michałowski
- Mier Hrabia
- Mieroszowski
- Mięszaniec
- Mikan
- Miliński
- Miller
- Miłkowski
- Miłydar
- Miłżecki
- Minkowski
- Miron[53]
- Mirski
- Młodkowski
- Młotek
- Mniszech
- Mniszech
- Mniszek
- Modrzewski
- Modrzewski II
- Mogilnicki
- Mogiła
- Mohyła
- Montelupi
- Montowt
- Mora
- Morawski
- Morski
- Morsztyn
- Mostowski
- Moszczeński
- Moszyński
- Mroczek
- Mściszewski[54]
- Mściszewski II
- Mściszowski
- Murdelio
- Muryson
- Mytkowicz

## N
- Nabiałek
- Nabram
- Nadelwicz
- Nagórski
- Nałęcz
- Nałęcz II
- Nałęcz III
- Nałęcz IV
- Nałęcz V
- Namiot
- Napiwon
- Narutowicz
- Natalis
- Nechay
- Neodik
- Nestorowicz
- Newlin
- Nicz
- Nieczaj
- Nieczuja
- Nieczuja II[55]
- Nieczuja III[56]
- Nieczuja IV[57]
- Nieczuja V[58]
- Nieczuja VI
- Nieczuła
- Niedźwiedź Biały
- Niedźwiedź Czarny
- Niemyski
- Niepoczołowski
- Niesobia
- Niezgoda
- Nonnart
- Nowakowski
- Nowina
- Nowosielecki
- Nycz

## O
- Obyrn
- Ochabski
- Odachowski
- Odojewski
- Odrowąs
- Odrowąż
- Odrowski
- Odwaga
- Odyniec
- Ogiński
- Ogończyk
- Oksza
- Okuń
- Olawa
- Orla
- Orla II
- Orlikowski
- Orlikowski II
- Orlikowski III
- Osiecimski
- Osiecimski-Hutten-Czapski
- Oskierka
- Ossoliński
- Ossoliński II
- Ossoria
- Ossowski
- Ostoja
- Ostoja
- Ostrogski
- Ostroróg
- Ostroróg II
- Ostrowski
- Ostrowski II[59]
- Ostrowski III
- Oszyk
- Otocki
- Owada
- Ozdoba

## P
- Pałubicki
- Pałubicki II[60]
- Pałubicki III[61]
- Pałubicki IV
- Pałubicki V
- Pałuki
- Paraski
- Paraski II
- Parys
- Pasierb[62]
- Paszk
- Paszk
- Paszk II
- Pawelc
- Pawęza
- Pawłowski
- Pawłowski II
- Pawłowski III
- Pawłowski IV
- Pawłowski V
- Pażątka
- Pażątka III
- Pelikan
- Pelken
- Pernus
- Petru
- Pępowski
- Pętkowski
- Piechowski
- Piechowski II
- Pielesz
- Pierścień
- Pierzcha
- Pierzchała
- Pietrasiewicz
- Pietyrog
- Pięta
- Pilawa
- Pilecki
- Piliński
- Piłsudski
- Piniński
- Piotroch
- Piotrowicz
- Piotrowski
- Pirawski
- Plata
- Plater
- Pleszkowski
- Plon
- Płachecki IV
- Płochnicki
- Płomioła
- Płużyca
- Pniejnia
- Pobłocki
- Pobłocki II
- Pobóg
- Pobóg II
- Poczernicki
- Podbereski
- Podgórski
- Podjaski
- Podjaski III
- Podkowa
- Podkowa II
- Podkowa III
- Podkowa IV
- Pogonia
- Pogoń Litewska
- Pogoń Litewska II
- Pogoń Ruska
- Podhorski
- Poklat
- Pokora
- Poletyło
- Policzyński
- Poliwczyński
- Połota
- Pomian
- Pomyski
- Poniatowski
- Poniński
- Poniński
- Poraj
- Poronia
- Porwik
- Potocki
- Potocki II
- Potocki III
- Poturgi
- Powaby
- Powszyński
- Pół Orła
- Półkozic
- Późniak
- Prawdzic
- Prawomir
- Praznorski
- Prądzyński
- Prądzyński II
- Prądzyński III
- Preiss
- Proboszczowski
- Promnicz
- Prowana
- Prozor
- Prus
- Prus II
- Prus III
- Przebendowski
- Przeginia
- Przemęcki
- Przerembski
- Przerowa
- Przestrzał
- Przewoski
- Przosna
- Przychocki
- Przyjaciel
- Przykorwin
- Przysługa
- Przywidzki
- Pskowczyk
- Puchała
- Pudłowski
- Pupka
- Putkamer
- Puzyna
- Pypka

## R
- Raczkowski
- Raczyński
- Radański
- Radoliński
- Radwan
- Radwan Sowity
- Radzic
- Radzic II
- Radzisław
- Radziwiłł
- Radziwiłł II
- Rakoczy
- Rakowski
- Ramułt
- Rarowski
- Rastawiecki
- Ratułt
- Rawicz
- Rawicz II
- Regawski
- Reisewitz I
- Reisewitz II
- Rejtan
- Rek
- Rekowski
- Rekowski II
- Rekowski III
- Rekowski IV
- Rekowski V
- Rekowski VI
- Rekowski VII
- Rekowski VIII
- Rekowski IX
- Rekowski X
- Rekowski XI
- Rekowski XII
- Reksin
- Rembowski
- Remer
- Repka
- Rey
- Rękomiecz
- Rękopiór
- Ringemuth
- Roch[63]
- Roch II[64]
- Roch III
- Roch IV[65]
- Rochcicki
- Rodacki
- Rogala
- Rogale
- Rogaliński
- Rokowiec
- Rola
- Rolbiecki
- Romaszkan
- Romer
- Romer
- Rosen
- Rostworowski
- Rosyniec
- Rotermund
- Rozan
- Rozmiar
- Rozwadowski
- Różyński
- Rudgis
- Rudnica
- Rusk
- Rusociński
- Russocki
- Rutkowski[66]
- Rutkowski II
- Ryc
- Ryc II
- Rychter
- Rycz
- Rydger
- Rydger II[67]
- Rydger III
- Rydynger
- Rygeman
- Ryk
- Ryks
- Rymer
- Ryp
- Ryś
- Ryx
- Rzewuski
- Rzędzicz
- Rzyszczewski

## S
- Sambor
- Samson
- Sandrecki
- Sanguszko
- Sapieha IV
- Sapieha VIII
- Sarbski
- Sarnowski
- Sartorius
- Sas
- Sas II
- Sas Pruski
- Sawa
- Schiling
- Schinbuhr
- Schlichting
- Schlieffen
- Schmeling
- Schrappfer
- Schweinichen
- Schymberg
- Scypio
- Seck
- Seffler
- Sejfert
- Serny
- Sędzimir
- Sępiec
- Siekierz
- Siekierzyński
- Siemieński
- Sieniawski
- Sienicki
- Sieniuta
- Sierakowski
- Sierakowski
- Sierawski
- Sieroszewski
- Siestrzeńcewicz
- Sikorski
- Sikorski II
- Sikorski III
- Sikorski IV
- Sikorski V
- Sistowski
- Skarbek
- Skarbomierz
- Skirmunt
- Skoczowski
- Skrzyński
- Sławutowski
- Słoń
- Słońce
- Słowieński
- Słownik
- Sobieski
- Sobotka
- Sokola
- Solfa
- Sołtan
- Sołtyk
- Somnicz
- Spiczak
- Sprengel
- Stadnicki
- Stankar
- Starostka
- Starykoń
- Starzeński
- Staszk
- Staszkiewicz[68]
- Staszkiewicz II
- Staszkiewicz III[69]
- Stefan
- Sternberg
- Stojentin
- Stojeński
- Strażnicki
- Strobicz
- Strocki
- Stroic
- Strugi
- Strzała[70]
- Strzała II[71]
- Strzała III[72]
- Strzała IV[73]
- Strzała V[74]
- Strzała VI[75]
- Strzała VII[73]
- Strzałą VIII[73]
- Strzała IX[76]
- Strzała X[76]
- Strzała XI[77]
- Strzała XII[78]
- Strzała Skrzydlasta[79]
- Strzała Załamana[80]
- Strzała w Tuzinie[81]
- Strzałka
- Strzemię
- Sturtzen
- Styp II
- Suchekomnaty
- Suchodolski
- Sulicki
- Sulima
- Suliski
- Sułkowski
- Sułkowski II
- Sułkowski III
- Suszyński
- Sutocki
- Syrok
- Syrokomla
- Szaława
- Szaniawski
- Szantyr
- Szantyr II
- Szawłowski
- Szczerbic
- Szedzieński
- Szeliga
- Szembek
- Szeptycki
- Szeptycki
- Szorfas
- Szpęgawski
- Szpot
- Szreniawa
- Szulc
- Szydłowski
- Szymonowicz

## Ś
- Ściborowicz
- Ślepowron
- Świchowski
- Świchowski II
- Świeńczyc
- Świerczek
- Świnka
- Świszczewski

## T
- Tabor[82]
- Tabęcki
- Taczała
- Tada
- Tada II
- Tada III
- Tański
- Tarak
- Tarma
- Tarnawa
- Tarnowski
- Tchórzowski
- Telatycki
- Tempski
- Tesmar
- Tesmar II
- Tesmer
- Tessen
- Tępa Podkowa
- Tokarski
- Tołoczko
- Topacz
- Topór
- Topór odmienny
- Towucki
- Trach
- Tragurio
- Trąby
- Trecki
- Trembiński
- Tresler
- Trestka
- Trojański
- Trójstrzał
- Trupia Głowa
- Trybel
- Tryncza
- Tryumf
- Trzaska
- Trzcieński
- Trzebiński
- Trzecieski
- Trzy Buławy
- Trzy Gwiazdy
- Trzy Kawki
- Trzy Kotwice
- Trzy Tarcze
- Trzywdar
- Tuchołka
- Twardost
- Twardzicki
- Tyszkiewicz

## U
- Ulanicki
- Ulina
- Uliński
- Uruski
- Ustarbowski

## V
- Vogesack
- Von Roggenhausen

## W
- Wadwicz
- Waga
- Waksman
- Walbach
- Walentino
- Wapiński
- Warnia
- Warnsdorf
- Warzewski
- Wąglikowski
- Wąż
- Wczele
- Wdzięczność
- Wejher
- Went
- Wenturelli
- Werenko
- Weselini
- Wesoła
- Węgier
- Węsierski
- Węsierski IV
- Węsierski VI
- Węsierski VII
- Wicken
- Wicon
- Wiczliński
- Wiecki
- Wiekowicz
- Wielhorski
- Wielistowski
- Wielkołucki
- Wielopolski
- Wielowieyski
- Wieniawa
- Wieruszowa
- Wierzbna
- Wierzejewski
- Wiesiołowski
- Wieże
- Wilcza
- Wiśniewski
- Wiśniewski II
- Wiśniewski III
- Witk
- Witk II
- Witk III
- Witk IV
- Witk V
- Wittan
- Włocki
- Włoszek
- Wnuk
- Wnuk-Czapiewski
- Wobeser
- Woda
- Wodzicki
- Wodzicki
- Wojanowski
- Wojniłowicz
- Wojno
- Wolański
- Wolf
- Wolff
- Wolszlegier
- Wołkowyski
- Wołoszynowski
- Wonson
- Woropaj
- Woyna
- Wrycza
- Wukry
- Wussow
- Wydra
- Wysocki
- Wysocki
- Wyssogota
- Wyszyński

## Y
- Yorck von Wartenburg
- Younga[83]

## Z
- Zabawa
- Zabielski
- Zabiełło
- Zadora
- Zagajewski
- Zagłoba
- Zakrzewski
- Zaleski
- Załuski
- Zamłyński
- Zamoyski
- Zanke
- Zapędowski
- Zaremba
- Zarzycki
- Zatajony Miesiąc
- Zawada
- Zawadzki
- Zbaraski
- Zbiświcz
- Zborowski
- Zdan
- Zerwikaptur
- Zetynian
- Zęby
- Zgraja
- Zieloński
- Ziemięcki
- Zienkowicz
- Zinten
- Zitzewitz
- Złosz
- Złota Wolność
- Złotokłos
- Złotowski
- Zmiącki
- Znin
- Zoll[84]
- Zyberk

## Ż
- Żaliński
- Żaliński II
- Żaliński III
- Żarowski
- Żądłowski
- Żebrowski
- Żebrowski-Frącz[85][86]
- Żelaziński
- Żeleński
- Żelewski
- Żelewski II
- Żelewski III
- Żelewski IV
- Żelewski V
- Żelewski VI
- Żeromski
- Żeromski
- Żmuda
- Żmuda II
- Żmuda III
- Żmudzki[87][88]
- Żukowski
- Żychcki
- Żychliński
- Życiński
- Żyliński[89]